# Campionato italiano di calcio da tavolo 1993
Il diciannovesimo campionato italiano di Subbuteo agonistico (calcio da tavolo) venne organizzano dalla F.I.C.M.S. a Benevento nel 1993. Per la prima volta la gara è suddivisa nella categoria "Seniores" e nella categoria "Juniores". Quest'ultima è riservata ai giocatori "Under16".

## Risultati

### Categoria Seniores

#### Semifinale
- Davide Massino- Pierluigi Bianco 3-0
- Massimo Bolognino-Fabio Malvaso 3-2

#### Finale
- Davide Massino-Massimo Bolognino 3-2

### Categoria Juniores

#### Semifinale
- Alessandro Marchili - Cuomo 2-1
- Pasquale Milano-Piana 1-0

#### Finale
- Alessandro Marchili - Pasquale Milano 2-1